# James Outram Anderson

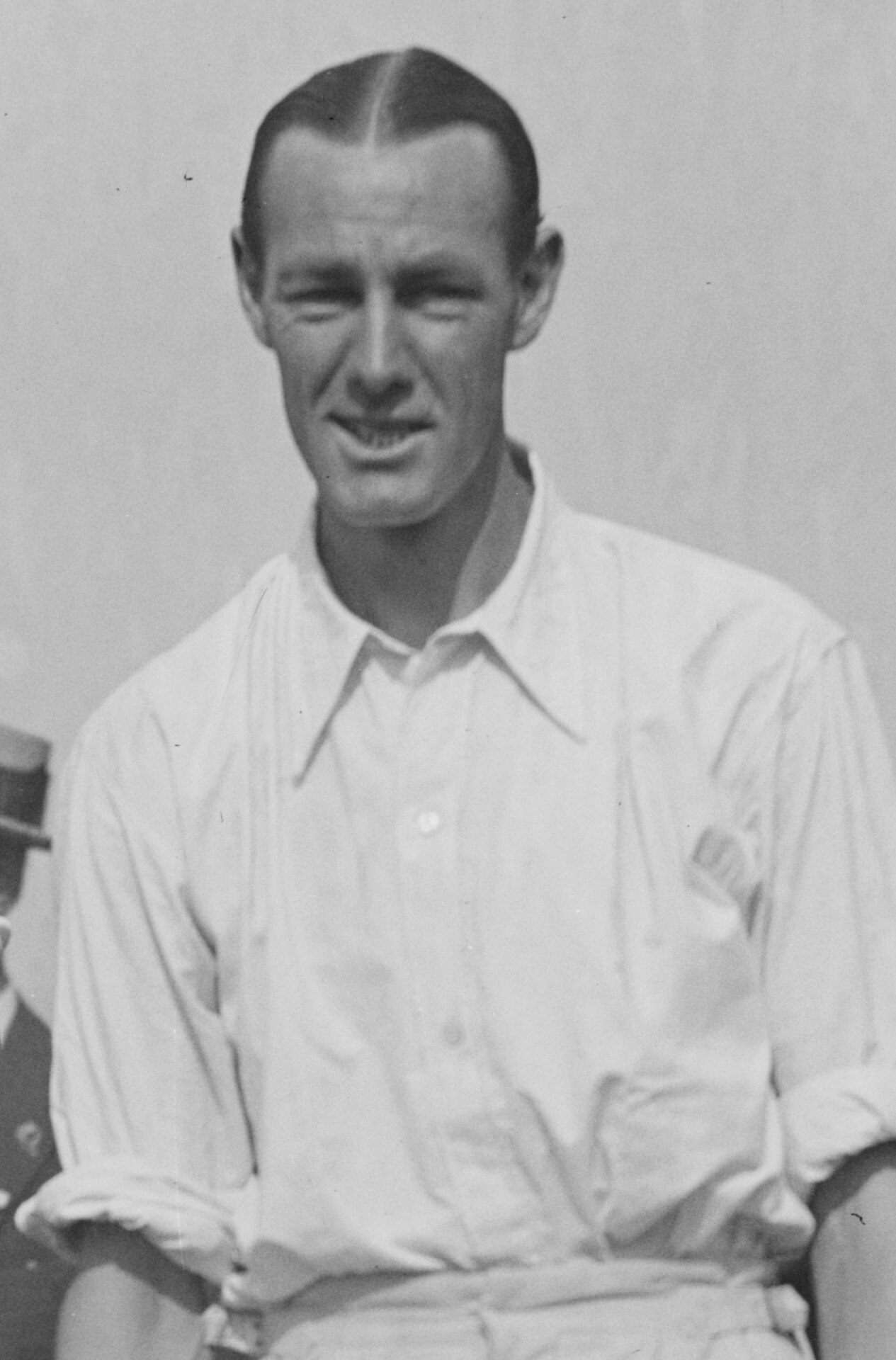
James Anderson vid Davis Cup 1922.

James Outram Anderson, född 7 september 1895 i Enfield i New South Wales, död 22 december 1973, var en australisk tennisspelare.

## Tenniskarriär
James Anderson var en av de främsta tennisspelarna under 1920-talets första hälft med tre vunna singeltitlar i Grand Slam (GS)-turneringen Australiska mästerskapen, en turnering som fram till 1927 spelades som de "Australasiatiska mästerskapen". Han vann dessutom två GS-dubbeltitlar under karriären.
Den långe Anderson var känd för sina säkra grundslag med en hårt slagen offensiv forehand och en defensiv backhand. Han vann sin första singeltitel i de Australiska mästerskapen 1922, då han i finalen besegrade landsmannen och den tidigare världsettan Gerald Patterson (6-0, 3-6, 3-6, 6-3, 6-2). Han finalbesegrade Patterson också i 1925 års turnering (11-9, 2-6, 6-2, 6-3). Anderson vann dessutom turneringen 1924 genom finalseger över Robert Schlesinger (6-3, 6-4, 3-6, 5-7, 6-3).
I 1924 års turnering vann han förutom singeltiteln även dubbeltiteln tillsammans med den då 46-årige landsmannen Norman Brookes. Två år tidigare deltog Anderson i Wimbledonmästerskapen och lyckades vinna dubbeltiteln där tillsammans med Randolph Lycett (1922).
James Anderson deltog i det australiska Davis Cup-laget 1920-23 och 1925. Han spelade totalt 36 matcher och vann 28 av dessa. Det australiska laget nådde 1923 the Challenge Round mot ett amerikanskt lag. Australien förlorade visserligen mötet med 1-4 i matcher, men Anderson vann sin ena singelmatch mot den fruktade Bill Johnston. Som DC-spelare noterade Anderson också segrar över spelare som René Lacoste, Zenzo Shimizu och Takeichi Harada.  

## Grand Slam-titlar
- Australiska mästerskapen
  - Singel - 1922, 1924, 1925
  - Dubbel - 1924
- Wimbledonmästerskapen
  - Dubbel - 1922